# 新乐文庙
新乐文庙是明、清新乐县（今河北省新乐市）的县学文庙，位于旧县治所在的承安镇，在镇中学校园内。文庙始建于唐代，现存大成殿及崇圣祠，均为明洪武年间所建。大成殿为河北省文物保护单位。
大成殿面阔五间，进深三间，单檐歇山顶，前设月台，建筑有明代风格。殿后有崇圣祠三间，单檐悬山顶。